# Варлам Шаламов
Варлам Тихонович Шаламов (на руски: Варла̀м Тѝхонович Шала̀мов) е руски писател.
Автор е на „Колимски разкази“ (1954-1973), трагични свидетелства от сибирския концлагер край река Колима, спечелили му прозвището „Данте на 20 век“.

## Биография и творчество
Ражда се в семейството на свещеник. Следва право в Москва. Занимава се с различна работа, а когато му е възможно - сътрудничи на пресата. Многократно (1929-1932, 1937-1942, 1943-1951) е въдворяван в лагери за „антисъветска“ дейност и агитация (твърди се, че 10-годишна присъда му струва, че си е позволил да нарече Иван Бунин „руски писател“).
От 1956 г. наново заживява в Москва, пише стихове. Приживе не успява да публикува нито ред проза, защото ръкописите му са отхвърляни за „недостиг на трудов ентусиазъм“ и излишък от „абстрактен хуманизъм“.
От средата на 1960-те години части от „Колимски разкази“ се разпространяват широко в самиздатска форма из цялата страна.

## Произведения
Стихосбирки, издадени приживе
- Огниво (1961)
- Шелест листьев (1964)
- Дорога и судьба (1967)
- Московские облака (1972)
- Точка кипения (1977)

Цикъл „Колимски разкази“ (1954—1973)
- Колымские рассказы
- Левый берег
- Артист лопаты
- Ночью
- Сгущенное молоко
- Очерки преступного мира
- Воскрешение лиственницы
- Перчатка или КР-2

Цикъл „Колимски тетрадки“. Стихотворения (1949—1954)
- Синяя тетрадь
- Сумка почтальона
- Лично и доверительно
- Златые горы
- Кипрей
- Высокие широты

Други значими творби
- Четвёртая Вологда (1971) – автобиографична повест
- Вишера (Антироман) (1973) – цикъл очерци
- Федор Раскольников (1973) – повест